# Vela nos Jogos Olímpicos de Verão de 1972 - Tempest
As provas da classe Tempest da vela nos Jogos Olímpicos de Verão de 1972 ocorreram entre 29 de agosto e 8 de setembro daquele ano no Olympiazentrum Schilksee, na Baía de Quiel, na Alemanha Ocidental. O programa compunha sete regatas. Para esta classe, houve 42 velejadores de 21 nações inscritas.

## Calendário
| ● | Competições desportivas | ● | Finais |

| Data                   | Agosto | Agosto | Agosto | Agosto | Agosto | Agosto | Setembro | Setembro        | Setembro        | Setembro | Setembro | Setembro | Setembro        | Setembro        | Setembro | Setembro | Setembro |
| Data                   | 26 Sáb | 27 Dom | 28 Seg | 29 Ter | 30 Qua | 31 Qui | 1 Sex    | 2 Sáb           | 3 Dom           | 4 Seg    | 5 Ter    | 6 Qua    | 7 Qui           | 8 Sex           | 9 Sáb    | 10 Dom   | 11 Seg   |
| ---------------------- | ------ | ------ | ------ | ------ | ------ | ------ | -------- | --------------- | --------------- | -------- | -------- | -------- | --------------- | --------------- | -------- | -------- | -------- |
| Tempest (planejamento) |        |        |        | ●      | ●      | ●      | ●        | Dia de descanso | Dia de descanso | ●        | ●        | ●        | Dia de descanso | Dia de descanso |          |          |          |
| Tempest (real)         |        |        |        | ●      | ●      | ●      | ●        | Dia de descanso | Dia de descanso | ●        | ●        |          | Névoa           | ●               |          |          |          |

## Medalhistas
A dupla soviética Valentin Mankin e Vitali Dyrdyra finalizou a competição em primeiro lugar e conquistou a medalha de ouro. A prata firmou-se com os britânicos Alan Warren e David Hunt. Por fim, a medalha de bronze ficou com Glen Foster e Peter Dean, dos Estados Unidos.
|  | URS União Soviética            |  | GBR Grã-Bretanha       |  | USA Estados Unidos     |
|  | Valentin Mankin Vitali Dyrdyra |  | Alan Warren David Hunt |  | Glen Foster Peter Dean |

## Resultados
Estes foram os resultados da competição:
| Pos.              | Tripulação                                    | Regata I | Regata I | Regata II | Regata II | Regata III | Regata III | Regata IV | Regata IV | Regata V | Regata V | Regata VI | Regata VI | Regata VII | Regata VII | Total de pontos |
| Pos.              | Tripulação                                    | Pts.     | Pos.     | Pts.      | Pos.      | Pts.       | Pos.       | Pts.      | Pos.      | Pts.     | Pos.     | Pts.      | Pos.      | Pts.       | Pos.       | Total de pontos |
| ----------------- | --------------------------------------------- | -------- | -------- | --------- | --------- | ---------- | ---------- | --------- | --------- | -------- | -------- | --------- | --------- | ---------- | ---------- | --------------- |
| Medalha de ouro   | URS Valentin Mankin Vitali Dyrdyra            | 3        | 5.7      | 4         | 8.0       | 1          | 0.0        | 3         | 5.7       | 8        | 14.0     | 2         | 3.0       | 3          | 5.7        | 28.1            |
| Medalha de prata  | GBR Alan Warren David Hunt                    | 4        | 8.0      | 1         | 0.0       | 2          | 3.0        | 1         | 0.0       | 6        | 11.7     | 6         | 11.7      | 8          | 14.0       | 34.4            |
| Medalha de bronze | USA Glen Foster Peter Dean                    | 8        | 14.0     | DSQ       | 30.0      | 3          | 5.7        | 2         | 3.0       | 4        | 8.0      | 8         | 14.0      | 2          | 3.0        | 47.7            |
| 4                 | SWE John Albrechtson Ingvar Hansson           | 2        | 3.0      | 7         | 13.0      | 8          | 14.0       | 5         | 10.0      | 11       | 17.0     | 3         | 5.7       | 6          | 11.7       | 57.4            |
| 5                 | NED Ben Staartjes Cees Kurpershoek            | 7        | 13.0     | 2         | 3.0       | 6          | 11.7       | 9         | 15.0      | 10       | 16.0     | 17        | 23.0      | 1          | 0.0        | 58.7            |
| 6                 | NOR Peder Lunde Jr. Aksel Gresvig             | 16       | 22.0     | 9         | 15.0      | 4          | 8.0        | 8         | 14.0      | 2        | 3.0      | 7         | 13.0      | 11         | 17.0       | 70.0            |
| 7                 | BRA Mario Buckup Peter Ficker                 | 19       | 25.0     | 3         | 5.7       | 7          | 13.0       | 7         | 13.0      | 16       | 22.0     | 5         | 10.0      | 5          | 10.0       | 73.7            |
| 8                 | IRL David Wilkins Sean Whitaker               | 6        | 11.7     | 8         | 14.0      | 9          | 15.0       | 13        | 19.0      | 1        | 0.0      | 13        | 19.0      | 9          | 15.0       | 74.7            |
| 9                 | FRA Marcel Troupel Yves Devillers             | 1        | 0.0      | 10        | 16.0      | 11         | 17.0       | 11        | 17.0      | 5        | 10.0     | 19        | 25.0      | 12         | 18.0       | 78.0            |
| 10                | AUT Hubert Raudaschl Erich Moritz             | 5        | 10.0     | 6         | 11.7      | 13         | 19.0       | 15        | 21.0      | 3        | 5.7      | 12        | 18.0      | 14         | 20.0       | 84.4            |
| 11                | FRG Heinz Laprell Wolf Stadler                | 9        | 15.0     | 19        | 25.0      | 5          | 10.0       | 4         | 8.0       | 19       | 25.0     | 11        | 17.0      | 7          | 13.0       | 88.0            |
| 12                | POL Tomasz Holc Roman Rutkowski               | 10       | 16.0     | 14        | 20.0      | 16         | 22.0       | 6         | 11.7      | 15       | 21.0     | 4         | 8.0       | 13         | 19.0       | 95.7            |
| 13                | SUI Urs Kohler Peter Frey                     | 18       | 24.0     | 12        | 18.0      | 12         | 18.0       | 18        | 24.0      | 17       | 23.0     | 1         | 0.0       | 10         | 16.0       | 99.0            |
| 14                | ITA Giampiero Dotti Francesco Sibello         | 12       | 18.0     | 18        | 24.0      | 10         | 16.0       | 19        | 25.0      | 13       | 19.0     | 16        | 22.0      | 4          | 8.0        | 107.0           |
| 15                | CAN Ted Hains Larry Scott                     | 17       | 23.0     | 5         | 10.0      | 18         | 24.0       | 14        | 20.0      | 18       | 24.0     | 10        | 16.0      | 15         | 21.0       | 114.0           |
| 16                | PUR John Garry Hoyt Hovey T. Freeman          | 13       | 19.0     | 16        | 22.0      | 14         | 20.0       | 10        | 16.0      | 7        | 13.0     | DSQ       | 30.0      | 18         | 24.0       | 114.0           |
| 17                | DEN Mogens Larsen Klaus Føge Jensen           | 11       | 17.0     | 13        | 19.0      | 20         | 26.0       | 12        | 18.0      | 14       | 20.0     | 15        | 21.0      | DSQ        | 28.0       | 121.0           |
| 18                | HKG Kenneth C. Tomlins Gilbert R. Lennox–King | 15       | 21.0     | 11        | 17.0      | 15         | 21.0       | 21        | 27.0      | 20       | 26.0     | 9         | 15.0      | 19         | 25.0       | 125.0           |
| 19                | AUS Gordon Ingate Robert Thornton             | 14       | 20.0     | 15        | 21.0      | 17         | 23.0       | 17        | 23.0      | 12       | 18.0     | DNF       | 27.0      | 17         | 23.0       | 128.0           |
| 20                | ISV John Foster John Hamber                   | 20       | 26.0     | 17        | 23.0      | 19         | 25.0       | 16        | 22.0      | 9        | 15.0     | 18        | 24.0      | 16         | 22.0       | 131.0           |
| 21                | THA Prinz Bira Bhanubanda Paitane Chulgatuppa | 21       | 27.0     | 20        | 26.0      | 21         | 27.0       | 20        | 26.0      | 21       | 27.0     | 14        | 20.0      | DNS        | 27.0       | 153.0           |

### Classificação diária

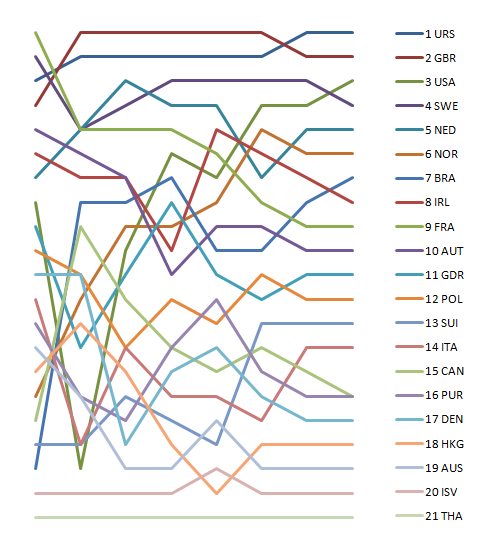
Gráfico mostrando a classificação diária na classe.